# Тупак Катари (спутник)
«Ту́пак Ката́ри» (исп. Túpac Katari), также TKSat-1 — первый спутник Боливии.
Спутник связи назван в честь Тупака Катари — вождя индейского антиколониального восстания в Боливии 1780—1781 годов.

## История
Спутник был выведен на геостационарную орбиту (на 87,2° з. д.) 20 декабря 2013 года китайской ракетой «Великий поход-3B/E», запущенной с космодрома Сичан. За запуском спутника лично следил президент Боливии Хуан Эво Моралес Айма, специально для этого прибывший в Китай.
«Через 232 года после четвертования, Тупак Катари вернулся к миллионам своих сограждан. Теперь, через космос, этот спутник несёт нам свет, который придёт к миллионам» — сказал Моралес в Пекине, возлагая цветы к подножию памятника мученику революции в музее Цзиньтай. «Боливия вступила в космическую эру после стольких лет тьмы, подчинения и хаоса», добавил он.
Испытания спутника продлились 3 месяца, после чего, в марте—апреле 2014 года, он приступил к работе. В мае БКА подписало контракт с национальной корпорацией Entel (La Empresa Nacional de Telecomunicaciones) на 302 миллиона долларов, на загрузку 60 % мощностей спутника на 15 лет вперёд.
16 сентября 2014 года глава БКА Иван Замбрана отметил, что спутник уже принёс прибыль в 5 миллионов долларов и предоставляет услуги уже шести фирмам.

## Параметры
Масса спутника — 5100 кг, создатели — Китайская корпорация аэрокосмических наук и технологий и Боливийское космическое агентство.
Спутник создан для обеспечения связи в C-, Ku- и Ka-диапазонах и рассчитан на работу в течение 15 лет. Поддержку работы спутника осуществляют две станции слежения — в Ла-Пасе и Санта-Крусе.
Стоимость проекта составила 300 миллионов долларов, из которых 256 миллионов выделила КНР, а 44 миллиона — Боливия.

## Цели
1. Поддержка доступа в Интернет на всей территории Боливии.
2. Поддержка радио- и телевещания.
3. Трансляции различных типов в другие страны[1].

Спутник стал частью программы Китая по выходу на рынок коммерческих запусков в Латинской Америке: к этому моменту Китай уже осуществил запуск трёх спутников Бразилии, двух — Венесуэлы, по одному — Аргентины и Эквадора, и вёл переговоры о запуске с Никарагуа.